# Sevdalin Minchev
Sevdalin Minchev (né le 25 juillet 1974 à Gorna Oryahovitsa) est un haltérophile bulgare.
Il a participé à quatre reprises aux Jeux olympiques, en 1992, 1996, 2000 et 2004. Il a remporté la médaille de bronze lors des Jeux d'Atlanta, a été quatre fois champion d'Europe, 7 fois vice-champion d'Europe, et vice-champion du Monde. Lors de sa carrière sportive il a remporté 65 médailles, 24 en or, 27 en argent et 14 en bronze.
Lors des Jeux olympiques de Sydney, il a été disqualifié et s'est vu retirer sa médaille de bronze pour cause de dopage positif au furosemide.